# Robby Kiger
Robby Kiger (* 11. Juni 1973 in Encino, Kalifornien als Robert Creighton Kiger) ist ein US-amerikanischer Schauspieler und Kinderdarsteller.

## Leben
Kiger wurde als Robert Creighton Kiger in Encino geboren, einem Stadtteil im Norden von Los Angeles im zentralen Teil des südlichen San Fernando Valley. Seine Schwester Randi Kiger arbeitete von 1974 bis 1986 ebenfalls als Kinderdarstellerin.
Eine erste Sprechrolle hatte er im Alter von sechs Jahren als Porky in dem Fernsehfilm The Little Rascals’ Christmas Special. Mit acht Jahren war er erstmals auch vor der Kamera zu sehen, als Mike in A Matter of Life and Death aus dem Jahr 1981.
In den 1980er-Jahren hatte er zahlreiche Auftritte in Film- und Fernsehproduktionen, für die er auch mehrfach für den Young Artist Award nominiert war, darunter Ein Tisch für fünf mit Jon Voight, Richard Crenna und Kevin Costner, der Originalverfilmung von Kinder des Zorns aus dem Jahr 1984 und Monster Busters (englisch The Monster Squad) aus dem Jahr 1987. Eine wiederkehrende Rolle hatte er von 1984 bis 1986 als Joshua 'Josh' Fox in 35 Folgen der Krimiserie Die Fälle des Harry Fox an der Seite von Jack Warden, John Rubinstein und Penny Peyser. In dem auf der Serie basierenden Fernsehfilm Die Fälle des Harry Fox: Der Schrecken von London (englisch Still Crazy Like a Fox) aus dem Jahr 1987 ließ er seine Rolle noch einmal aufleben. Einen letzten Auftritt vor der Kamera hatte er 1990 in Jim Abrahams’ Komödie Ein Mädchen namens Dinky (englisch Welcome Home, Roxy Carmichael) als Beannie Billings an der Seite von Winona Ryder.
Nach Ein Mädchen namens Dinky zog er sich weitestgehend aus der Öffentlichkeit zurück, besuchte aber unregelmäßig Fantreffen und gibt Autogrammstunden. Kiger lebte auf Hawaii und zuletzt in Südkalifornien in der Nähe von San Diego.
Im deutschen Sprachraum wurde Kiger unter anderem von Alexander Niere und Björn Schalla synchronisiert.

## Auszeichnungen
Kiger war viermal für den Young Artist Award nominiert und gewann ihn einmal.
- 1984: Nominierung in der Kategorie Best Young Supporting Actor in a Motion Picture als Truman-Paul in Ein Tisch für fünf.
- 1985: Nominierung in der Kategorie Best Young Supporting Actor in a Motion Picture Musical, Comedy, Adventure or Drama als Job in Kinder des Zorns
- 1986: Nominierung in der Kategorie Best Young Actor Starring in a New Television Series für die Darstellung von Josh Fox in Die Fälle des Harry Fox
- 1988: Gewinn in der Kategorie Outstanding Young Actors/Actresses Ensemble in Television or Motion Picture als Patrick in Monster Busters

## Filmografie (Auswahl)
- 1979: The Little Rascals’ Christmas Special (Fernsehfilm; Sprechrolle)
- 1981: A Matter of Life and Death (Fernsehfilm)
- 1981: The Big Stuffed Dog (Fernsehfilm)
- 1981: The Greatest American Hero (Fernsehserie)
- 1981: Triumph der Liebe (Fernsehfilm)
- 1981: All the Way Home (Fernsehfilm)
- 1982: Maggie (Fernsehserie)
- 1983: Der lange Abschied (Fernsehfilm)
- 1983: Ein Tisch für fünf
- 1983: Little Shots (Fernsehfilm)
- 1983: Die Schuld der Helden (Fernsehfilm)
- 1983: Happy Endings (Fernsehfilm)
- 1984: Kinder des Zorns
- 1984: One Day at a Time (Fernsehserie)
- 1984: Das A-Team (Fernsehserie)
- 1984: Micki + Maude
- 1985: Kidds for Kids in Africa: Love’s Gonna Find A Way (Musikvideo)
- 1984–1986: Die Fälle des Harry Fox (Fernsehserie)
- 1987: Die Fälle des Harry Fox: Der Schrecken von London (Fernsehfilm)
- 1987: Monster Busters
- 1990: Ein Mädchen namens Dinky